# Bricqueville-la-Blouette
Bricqueville-la-Blouette är en kommun i departementet Manche i regionen Normandie i norra Frankrike. Kommunen ligger i kantonen Coutances som tillhör arrondissementet Coutances. År 2022 hade Bricqueville-la-Blouette 533 invånare.

## Befolkningsutveckling
Antalet invånare i kommunen Bricqueville-la-Blouette
| Referens: INSEE |